# Javier Márquez Moreno
Javier Márquez Moreno, conegut com a Javi Márquez, (Barcelona, 11 de maig de 1986) és un exfutbolista professional català que jugava com a centrecampista.

## Trajectòria
Format a les categories inferiors del Reial Club Deportiu Espanyol des de l'edat infantil, on arribà provinent de la UDA Gramenet, ha jugat a les diferents categories del club, guanyant una Copa del Rei de juvenils. L'any 2005 es va incorporar al RCD Espanyol B.
Va debutar de manera oficial amb el primer equip el 9 de setembre de 2008 en la semifinal de la Copa Catalunya, aconseguint un gol. En aquella mateixa temporada, va ser el màxim realitzador de l'equip, malgrat jugar al centre del camp. Va ser convocat per a la tornada dels quarts de final de la Copa del Rei, tot i que finalment no va disposar de minuts.
Al final de temporada, va renovar amb el Reial Club Deportiu Espanyol i va passar a disposar de fitxa del primer equip. A l'abril de 2012, després de rebutjar una oferta de renovació pel club, anuncia que deixarà el Reial Club Deportiu Espanyol de Barcelona a finals de temporada. El jugador argüeix la decisió a la suplència a què s'ha vist sotmès la segona meitat de la temporada. Fou fitxat pel RCD Mallorca per la temporada 2012-2013 a canvi de Sergio Tejera Rodríguez.

## Palmarès
| Títol                    | Club                   | País      | Any  |
| ------------------------ | ---------------------- | --------- | ---- |
| Copa del Rei Juvenil     | RCD Espanyol Juvenil A | Catalunya | 2004 |
| Lliga de Tercera Divisió | RCD Espanyol B         | Catalunya | 2009 |
| Copa Catalunya           | RCD Espanyol           | Catalunya | 2010 |
| Copa Catalunya           | RCD Espanyol           | Catalunya | 2011 |